# Biblioteca di matematica
La Biblioteca di matematica (originariamente Biblioteca del Seminario matematico) è una delle biblioteche del Sistema Bibliotecario di Ateneo (SBA) dell'Università degli Studi di Padova. La sua fondazione risale al 1926.

## Storia

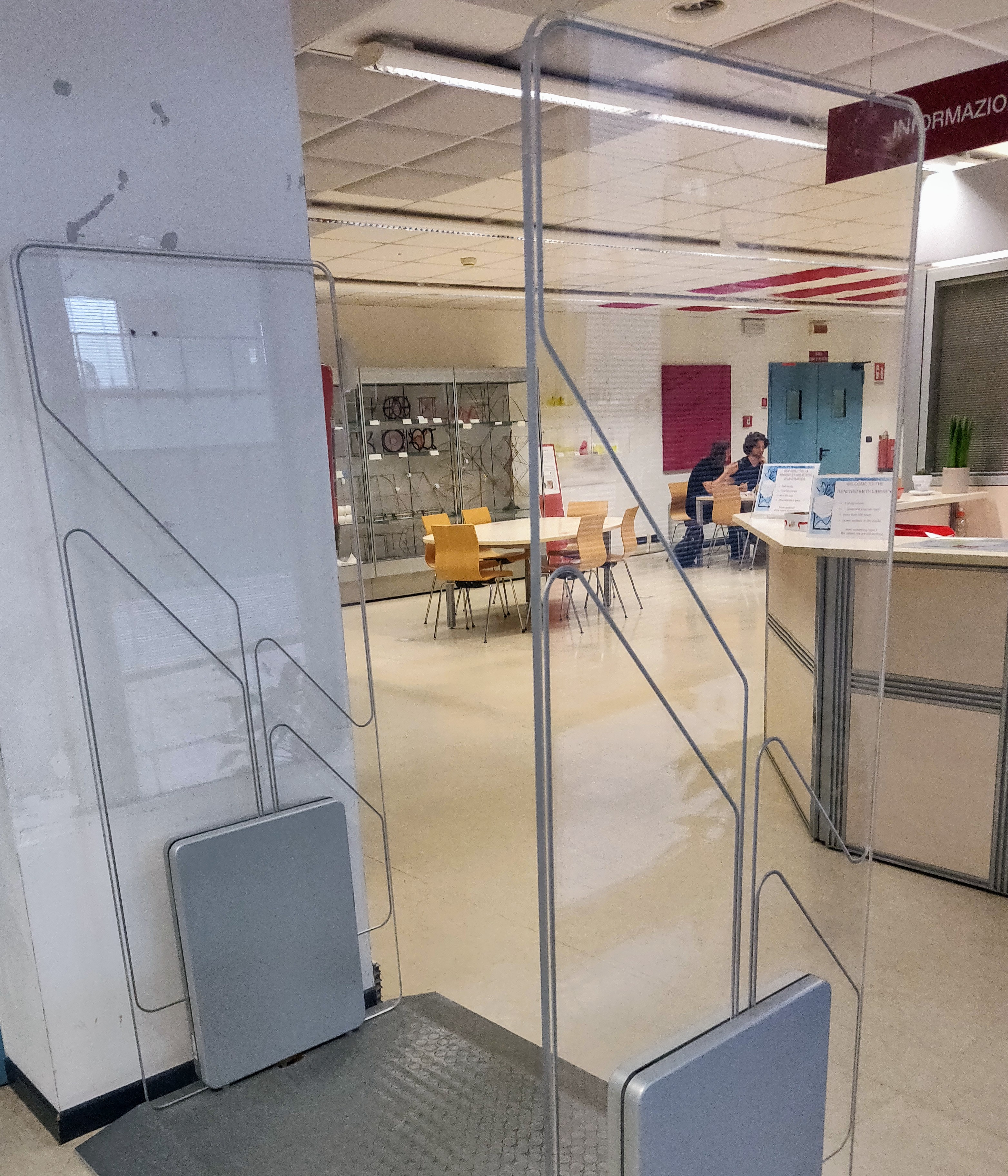
Vista dell'ingresso

L'attuale Biblioteca di Matematica dell'Università degli Studi di Padova fu fondata con il nome di Biblioteca del Seminario matematico nel 1926 a supporto delle attività del Seminario Matematico e collocata nel Palazzo del Bo. 
Nel 1953 fu trasferita presso l'edificio Paolotti e spostata nel 2006 a "Torre Archimede" con il trasferimento del Dipartimento di matematica.
All'epoca del trasferimento del 2006 fu inglobata la biblioteca del Dipartimento di Metodi e Modelli Matematici per le Scienze Applicate. Il trasferimento a Torre Archimede comportò inoltre un notevole ampliamento dei posti disponibili, ulteriormente cresciuti dai riallestimenti del nel 2017 (120 posti) per arrivare nel 2023 a 345 posti.
Nel 2012 ha cambiato nome in Biblioteca di Matematica.
La biblioteca conserva gran parte della collezione di modelli e strumenti matematici del Dipartimento di matematica dell'Università di Padova.